# Свято-Троицкая обитель милосердия
Свя́то-Тро́ицкая оби́тель милосе́рдия основана в 1990 году в посёлке Саракташ Оренбургской области, на месте Покровского прихода, возродившегося в 1989 году. Тогда при церкви открылись воскресная школа, дом милосердия для одиноких больных престарелых людей, в семью священника Николая Стремского на воспитание были приняты дети из детских домов.
Адрес: ул. Пушкина, 77
В 2008 году при обители действуют дом милосердия, православная гимназия, духовное училище, воскресная школа; образованы сестричество, община монашествующих, имеются швейная мастерская, пекарня, небольшое подсобное хозяйство; в большой семье священника Николая Стремского растут и воспитываются 70 детей.